# Термінали ЗПГ Айн-Сохна
Термінали ЗПГ Айн-Сохна – інфраструктурний комплекс для прийому зрідженого природного газу (ЗПГ) у Єгипті. 

## Передумови створення терміналу
В першій половині 2010-х років на тлі масштабних інвестицій у електроенергетику та виснаження власних родовищ у Єгипті виник дефіцит блакитного палива. Самого лише призупинення експорту цього ресурсу виявилось недостатньо для вирішення проблеми, тому у підсумку вирішили розпочати імпорт зрідженого природного газу. При цьому обрали варіант із плавучим терміналом, який має скорочений термін спорудження в порівнянні зі стаціонарними об'єктами (на додачу до меншої потреби у капіталовкладеннях та можливості перебазування регазифікаційної установки на нове місце).
Для розміщення терміналу обрали червономорський порт Айн-Сохна, розташований на західному узбережжі Суецької затоки. Тут у самій Айн-Сохні та розташованому поблизу Суеці знаходиться чимало великих споживачів блакитного палива (ТЕС Суецька затока, введена в дію у 2015-му ТЕС Айн-Сохна, розширена у 2016-му ТЕС Атака, завод азотних добрив у Айн-Сохні, завод аміаку у Айн-Сохні, металургійний комбінат у Айн-Сохні, завод азотних добрив у Суеці, металургійний комбінат у Суеці). Крім того, газопровідні коридори Ель-Тіна – Суец – Айн-Сохна та Рас-Шукейр – Айн-Сохна – Суец за необхідності могли забезпечити доступ до ще кількох електростанцій (ТЕС Шабаб, ТЕС Абу-Султан), а також цілий ряд сполучень з іншими елементами газотранспортної системи країни.  
Проект терміналу реалізували через державну компанію Egyptian Natural Gas Holding Company (Egas).

## Термінал у гавані Айн-Сохна
У квітні 2015 року в Айн-Сохні почала працювати плавуча установка Höegh Gallant, здатна видавати 14,1 млн м3 регазифікованої продукції на добу та обладнана резервуарами загальним об’ємом 170051 м3. Спеціалізований швартовочно-розвантажувальний причал для неї облаштували у південній частині закритої гавані багатопрофільного порту Айн-Сохна. 
У жовтні 2015-го поряд із першим судном почала працювати друга плавуча установка BW Singapore, здатна видавати у піковому режимі 21,2 млн м3 на добу (номінальна потужність в 1,5 рази менша), яка обладнана резервуарами загальним об’ємом 170000 м3. Втім, у червні 2017-го BW Singapore перевели до нового причалу терміналу SUMED.
Невдовзі за рахунок поставок з нових середземноморських родовищ (зокрема, Зогру) вдалось подолати дефіцит газу власного видобутку в Єгипті. Як наслідок, Egas та власник Höegh Gallant домовились щодо припинення використання установки з осені 2018-го.

## Термінал SUMED
У середині 2010-х взялись за розширення південного терміналу системи SUMED, яку спорудили колись на тлі арабо-ізраїльських війн для перекачування нафти між Червоним та Середземним морями. Проект передбачав доповнення терміналу потужностями для прийому нафтопродуктів та зрідженого нафтового газу, що передбачало спорудження причалу-естакади завдовжки 2,5 км, який дозволяв досягнути глибин у 19 метрів. Враховуючи дефіцит природного газу, вирішили доповнити цей же причал швартовочно-розвантажувальним вузлом для роботи плавучої регазифікаційної установки.
В цілому комплекс причалу завершили восени 2017-го, проте вже у червні стало можливим перевести до частково готової споруди зазначену вище плавучу установку BW Singapore. Для цього задіяли одразу три будівельні самопідіймальні судна, які за чотири місяці встановили 221 палю (із 420 передбачених повним проектом).
Восени 2020-го термін роботи BW Singapore у Айн-Сохні подовжили на 3 роки.